# Salvatore Antibo
Salvatore Antibo, né le 7 février 1962, est un ancien athlète italien, coureur de fond.

## Carrière
Né à Altofonte, dans la Province de Palerme, Salvatore Antibo s'est révélé aux Jeux olympiques de Los Angeles en 1984 lorsqu'il arriva cinquième du 10 000 m. Il restait pourtant dans l'ombre de son compatriote Alberto Cova qui avait remporté l'or.
Après une médaille de bronze aux championnats d'Europe de 1986 derrière Stefano Mei, il conquit le statut du numéro un italien en remportant la médaille d'argent sur 10 000 m aux Jeux olympiques d'été de 1988 à Séoul.
Aux championnats d'Europe de 1990 à Split, il fut victorieux sur 10 000 m et 5 000 m, devenant l'un des sportifs les plus populaires de son pays. Il était célèbre pour sa tactique peu orthodoxe. À Split, il avait ainsi remporté le 10 000 m bien que courant en tête et sur 5 000 m, il s'imposa au terme d'un sprint dans la dernière ligne droite.
En finale du 10 000 m des championnats du monde de 1991 à Tokyo, où il faisait partie des favoris, il essaya de remuer ses rivaux en variant le rythme avec des petits sprints. Néanmoins cette tactique échoua et Antibo recula en fin de peloton d'une course qui fut gagnée par Moses Tanui devant Richard Chelimo et Khalid Skah. Le retard d'Antibo dans cette course va tellement être important que des doutes furent soulevés quant à sa santé. Ses absences pendant les courses ont été expliquées par une forme d'épilepsie.
Il arrêta sa carrière après les Jeux olympiques de Barcelone qu'il termina à la quatrième place sur 10 000 m.

## Palmarès

### Jeux olympiques
- 1984 à Los Angeles ( États-Unis) 
  - 5e sur 10 000 m
- 1988 à Séoul ( Corée du Sud) 
  -  Médaille d'argent sur 10 000 m
- 1992 à Barcelone ( Espagne) 
  - 4e sur 10 000 m

### Championnats du monde d'athlétisme
- 1983 à Helsinki ( Finlande)
  - 13e sur 10 000 m
- 1987 à Rome ( Italie)
  - non partant sur 5 000 m
  - 16e sur 10 000 m
- 1991 à Tokyo ( Japon)
  - 20e sur 10 000 m

### Championnats d'Europe d'athlétisme
- 1982 à Athènes ( Grèce)
  - 6e sur 10 000 m
- 1986 à Stuttgart ( Allemagne de l'Ouest)
  -  Médaille de bronze sur 10 000 m
- 1990 à Split ( Yougoslavie)
  -  Médaille d'or sur 5 000 m
  -  Médaille d'or sur 10 000 m

### Coupe du monde des nations d'athlétisme
- 1989 à Barcelone ( Espagne)
  - 2e au classement général avec l'Europe
  - 1er sur 10 000 m

## Records
| Épreuve  | Temps          | Lieu     | Date            |
| -------- | -------------- | -------- | --------------- |
| 5 000 m  | 13 min 5 s 59  | Bologne  | 18 juillet 1990 |
| 10 000 m | 27 min 16 s 50 | Helsinki | 29 juin 1989    |